# Synagoga Košířská w Pradze
Synagoga Košířská (cz. Košířská synagoga) – synagoga znajdująca się w Pradze, w dzielnicy Košíře, która do 1920 roku była osobnym miastem.
Synagoga została zbudowana w 1849 roku. Po 1930 roku była wykorzystywana jako sierociniec żydowski, a następnie została przebudowana na mieszkania.